# Svärdsjö
Svärdsjö er en by i Falu kommun i Dalarnas län, Sverige.